# Literaturjahr 1906
Liste der Literaturjahre

◄ | 1902 | 1903 | 1904 | 1905 | Literaturjahr 1906 | 1908 | 1909 | 1910 | ► | ►►

Weitere Ereignisse
Dieser Artikel behandelt das Literaturjahr 1906.

## Ereignisse

### Prosa
- Robert Musils erster Roman Die Verwirrungen des Zöglings Törleß wird veröffentlicht.
- Josefine Mutzenbacher erscheint in einem ungenannten Wiener Erotika-Verlag auf Subskriptionsbasis, um die damalige Zensur zu umgehen.
- Unterm Rad: Hermann Hesse
- Andreas Vöst: Ludwig Thoma
- Der Sumpf: Upton Sinclair
- In the Days of the Comet: H. G. Wells
- Die wunderbare Reise des kleinen Nils Holgersson mit den Wildgänsen: Selma Lagerlöf
- Das Göttliche und das Menschliche und Kornej Wasiljew: Lew Tolstoi
- Rainer Maria Rilkes 1899 entstandene Erzählung Die Weise von Liebe und Tod des Cornets Christoph Rilke wird veröffentlicht.
- Die Berliner Illustrirte Zeitung beginnt im Dezember mit dem Vorabdruck des Romans Absolvo te von Clara Viebig.

### Drama
- 20. November: Unter der Regie von Max Reinhardt findet an den Berliner Kammerspielen die Uraufführung von Frank Wedekinds Drama Frühlings Erwachen statt, das von diesem bereits 1891 fertiggestellt wurde.
- 24. November: Das Drama Feinde von Maxim Gorki wird unter der Regie von Victor Barnowsky am Kleinen Theater in Berlin uraufgeführt. Das Stück, das in Russland Aufführungsverbot hat, wird nach der letzten Vorstellung am 7. Dezember auch in Deutschland verboten.

### Kinderliteratur
- Von Sibylle von Olfers erscheint das Bilderbuch Etwas von den Wurzelkindern.

### Preisverleihungen
- Der Italiener Giosuè Carducci erhält „nicht nur in Anerkennung seiner reichen Gelehrsamkeit und seiner kritischen Forschungen, sondern vor allem als eine Huldigung für die plastische Energie, die Frische des Stils und die lyrische Kraft, die seine poetischen Meisterwerke auszeichnen“, den Nobelpreis für Literatur.
- Bertha von Suttner nimmt im Rathaus von Kristiania den ihr zuerkannten Friedensnobelpreis entgegen. Die Autorin von Die Waffen nieder! ist die erste weibliche Preisträgerin.

## Geboren

### Erstes Halbjahr
- 05. Januar: Matsumoto Takashi, japanischer Schriftsteller († 1956)
- 06. Januar: Eberhard Wolfgang Möller, deutscher Schriftsteller und Dramatiker († 1972)
- 09. Januar: Karl Bruckner, österreichischer Schriftsteller († 1982)
- 22. Januar: Robert E. Howard, US-amerikanischer Fantasy-Schriftsteller († 1936)
- 27. Januar: Karl Ludwig Gerok, deutscher Organist, Komponist und Autor († 1975)
- 30. Januar: Carl Merz, österreichischer Kabarettist und Schriftsteller († 1979)
- 02. Februar: Felix Lützkendorf, deutscher Drehbuchautor († 1990)
- 08. Februar: Henry Roth, US-amerikanischer Schriftsteller († 1995)
- 09. Februar: André Kostolany, US-amerikanischer Finanzexperte, Journalist und Schriftsteller († 1999)
- 27. Februar: Erich Kern, österreichischer Schriftsteller und Publizist († 1991)
- 09. März: Heinz Rein, deutscher Schriftsteller († 1991)
- 16. März: Francisco Ayala, spanischer Schriftsteller und Soziologe († 2009)
- 26. März: Herbert Günther, deutscher Schriftsteller und Dichter († 1978)
- 31. März: Vinzenz Erath, deutscher Erzähler († 1976)
- 13. April: Samuel Beckett, irischer Schriftsteller, Literaturnobelpreisträger († 1989)
- 27. April: Hermann Mörchen, deutscher Philosoph, Religions- und Literaturwissenschaftler († 1990)
- 28. April: Pierre Boileau, französischer Krimi-Schriftsteller († 1989)
- 05. Mai: Charles Exbrayat, französischer Schriftsteller († 1989)
- 16. Mai: Arturo Uslar Pietri, venezolanischer Schriftsteller, Diplomat und Politiker († 2001)
- 19. Mai: Gerd Bucerius, deutscher Verleger und Politiker († 1995)
- 29. Mai: T. H. White, britischer Schriftsteller († 1964)
- 12. Juni: Sandro Penna, italienischer Dichter und Erzähler († 1977)
- 20. Juni: Stanley Burnshaw, US-amerikanischer Poet, Kritiker, Verleger, Herausgeber und Autor († 2005)
- 22. Juni: Billy Wilder, US-amerikanischer Drehbuchautor, Regisseur und Produzent († 2002)
- 23. Juni: Wolfgang Koeppen, deutscher Schriftsteller († 1996)
- 24. Juni: Hans Jaray, österreichischer Kammerschauspieler, Regisseur und Autor († 1990)
- 26. Juni: Stefan Andres, deutscher Schriftsteller († 1970)
- 27. Juni: Vernon Phillips Watkins, walisischer Lyriker († 1967)
- 27. Juni: Catherine Cookson, britische Schriftstellerin († 1998)

### Zweites Halbjahr
- 02. Juli: Jan Petersen, deutscher Schriftsteller († 1969)
- 18. Juli: Clifford Odets, US-amerikanischer Dramatiker und Schauspieler († 1963)
- 26. Juli: Leonhard Jansen, deutscher Schriftsteller († 1995)
- 10. August: Herybert Menzel, deutscher Dichter und Schriftsteller († 1945)
- 15. August: Clemens Laar, deutscher Schriftsteller († 1960)
- 28. August: Louis Parrot, französischer Lyriker, Essayist, Journalist und Übersetzer († 1948)
- 30. August: Elizabeth Pakenham, Countess of Longford, britische Historikerin, Journalistin und Schriftstellerin († 2002)
- 01. September: Joaquín Balaguer, Schriftsteller und Staatschef der Dominikanischen Republik († 2002)
- 04. September: Wayne D. Overholser, US-amerikanischer Westernautor († 1996)
- 05. September: Peter Mieg, Schweizer Komponist, Maler und Schriftsteller († 1990)
- 19. September: Carla Hansen, dänische Schriftstellerin († 2001)
- 20. September: Ishizuka Tomoji, japanischer Schriftsteller († 1986)
- 25. September: Madeleine Bourdouxhe, belgische Schriftstellerin († 1996)
- 29. September: Henry Nash Smith, US-amerikanischer Kultur- und Literaturwissenschaftler († 1986)
- 30. September: Michael Innes, schottischer Krimi-Schriftsteller († 1994)
- 10. Oktober: Klaus Mehnert, deutscher Wissenschaftler und Schriftsteller († 1984)
- 10. Oktober: R. K. Narayan, englischsprachiger indischer Schriftsteller († 2001)
- 12. Oktober: Julio Tahier, argentinischer Autor und Regisseur († 2004)
- 14. Oktober: Hannah Arendt, jüdische, deutsch-amerikanische politische Theoretikerin und Publizistin († 1975)
- 14. Oktober: Hubertus Prinz zu Löwenstein-Wertheim-Freudenberg, deutscher Politiker und Journalist († 1984)
- 16. Oktober: Dino Buzzati, italienischer Schriftsteller († 1972)
- 16. Oktober: León Klimovsky, argentinischer Regisseur und Drehbuchautor († 1996)
- 20. Oktober: Sakaguchi Ango, japanischer Erzähler und Essayist († 1955)
- 29. Oktober: Franziska Bilek, deutsche Zeichnerin und Karikaturistin († 1991)
- 31. Oktober: Lilo Linke, deutsche Schriftstellerin und Reporterin († 1963)
- 02. November: Luchino Visconti, italienischer Schriftsteller, Theater- und Filmregisseur († 1976)
- 04. November: Sterling North, US-amerikanischer Schriftsteller († 1974)
- 16. November: Henri Charrière, französischer Schriftsteller († 1973)
- 18. November: Sait Faik, türkischer Schriftsteller († 1954)
- 18. November: Klaus Mann, deutscher Schriftsteller († 1949)
- 23. November: Karl Otto Paetel, deutscher Journalist und Publizist, Nationalbolschewist († 1975)
- 28. November: Dmitri Sergejewitsch Lichatschow, russischer Philologe und Slawist († 1999)
- 30. November: John Dickson Carr, US-amerikanischer Autor von Kriminalromanen († 1977)
- 07. Dezember: Erika Fuchs, deutsche Übersetzerin († 2005)
- 07. Dezember: Eduard Zak, österreichischer Schriftsteller, Übersetzer und Kritiker († 1979)
- 10. Dezember: Itō Shizuo, japanischer Lyriker († 1953)
- 13. Dezember: Laurens van der Post, südafrikanischer Schriftsteller († 1996)
- 14. Dezember: Helmut Bornefeld, deutscher Kirchenmusiker, Komponist, Orgelsachverständiger, Grafiker und Autor († 1990)
- 20. Dezember: Léopold Sédar Senghor, senegalesischer Dichter und Politiker († 2001)
- 24. Dezember: Wolfgang Kayser, deutscher Germanist und Literaturwissenschaftler († 1960)

## Gestorben
- 08. Januar: Édouard Blau, französischer Librettist und Schriftsteller (* 1836)
- 09. Februar: Paul Laurence Dunbar, US-amerikanischer Schriftsteller und Dichter (* 1872)
- 10. Februar: Anton Hermann Albrecht, deutscher evangelischer Theologe und Dichter (* 1835)
- 19. Februar: Wilhelm Heyd, deutscher Bibliothekar und Historiker (* 1823)
- 01. März: Moritz Heyne, deutscher Germanist und Lexikograph (* 1837)
- 10. März: Eugen Richter, deutscher Politiker (* 1838)
- 17. März: Konrad Beyer, deutscher Dichter und Literaturhistoriker (* 1834)
- 06. April: Alexander Lange Kielland, norwegischer Autor (* 1849)
- 11. April: Francis Pharcellus Church, US-amerikanischer Journalist, Redakteur und Verleger (* 1839)
- 09. Mai: Fritz Stavenhagen, niederdeutscher Dramatiker (* 1876)
- 15. Mai: Camill Schaible, deutscher Oberst und Militärschriftsteller (* 1837)
- 20. Mai: Claire von Glümer, deutsche Schriftstellerin und Übersetzerin (* 1825)
- 23. Mai: Henrik Ibsen, norwegischer Schriftsteller und Dramatiker (* 1828)
- 11. Juni: Heinrich Hart, deutscher Schriftsteller und naturalistischer Literatur- und Theaterkritiker (* 1855)
- 29. Juni: Albert Sorel, französischer Schriftsteller (* 1842)
- 30. Juni: Jean Lorrain, französischer Dichter und Schriftsteller des Symbolismus (* 1855)
- 24. Juli: Ferdinand von Saar, österreichischer Schriftsteller, Dramatiker und Lyriker (* 1833)
- 22. September: Oscar Levertin, schwedischer Schriftsteller (* 1862)
- 04. November: Ernst Förstemann, deutscher Archivar, Bibliothekar und Historiker (* 1822)
- 07. November: Heinrich Seidel, deutscher Ingenieur und Schriftsteller (* 1842)
- 20. November: Jakob Julius David, österreichischer Journalist und Schriftsteller (* 1859)